# Aéroport de Kuujjuaq
L'aéroport de Kuujjuaq (AITA : YVP, OACI : CYVP) est un aéroport situé à environ 3 kilomètres de Kuujjuaq au Nunavik, au Québec. Il est composé d'une aérogare de 1 230 m2 construite en 2007 ainsi que de deux pistes dont la plus longue est asphaltée et mesure 1 829 mètres.

## Compagnies et destinations
| Compagnies     | Destinations |
| -------------- | --- |
| Air Inuit      | Aupaluk, Inukjuak, Kangiqsualujjuaq, Kangiqsujuaq, Kangirsuk, Montréal (P.-E.-Trudeau), Puvirnituq, Quaqtaq, Québec (Jean-Lesage), Salluit, Tasiujaq |
| Canadian North | Iqaluit, Ottawa (Macdonald-Cartier) (débute le 9 août 2025)                                                                                          |

Édité le 18/10/2024

## Source
- (en) Cet article est partiellement ou en totalité issu de l’article de Wikipédia en anglais intitulé « Kuujjuaq Airport » (voir la liste des auteurs).